# Angelo Schiavio
Angelo Antonio Carlo Schiavio (født 15. oktober 1905 i Bologna, død 17. april 1990) var en italiensk fodboldspiller, som deltog i de olympiske lege 1928 i Amsterdam.
Schiavio spillede 179 kampe og scorede 109 mål for Bologna FC 1909 i perioden 1922-1939. Han var med og vandt Serie A i sæsonerne 1924/25, 1928/29, 1935/36 og 1936/37 med klubben. Han var også med til at vinde Mitropa Cup i 1932 og 1934.
Han debuterede på det italienske landshold i en kamp mod Jugoslavien i november 1925 og spillede i alt 21 landskampe, hvor han scorede 15 mål.
Schiavio deltog blandt andet for Italien ved OL 1928 i Amsterdam. Italien vandt i første runde over Frankrig med 4-3, spillede derpå 1-1 mod Spanien, men vandt derpå omkampen 7-1. I semifinalen tabte holdet 2-3 til Uruguay, der efterfølgende vandt guld mod Argentina. I kampen om bronze vandt Italien 11-3 over  Egypten. Schiavio spillede fire kampe og scorede fire mål i OL-turneringen, heraf tre i bronzekampen.
Hans sidste kampe fandt sted ved VM-slutrunden 1934 på hjemmebane i Italien, hvor han var med til at vinde 7-1 over USA, dernæst med til at spille 1-1 mod Spanien og efterfølgende vinde omkampen 1-0. I semifinalen vandt Italien 1-0 over Østrig, og italienerne blev verdensmestre ved at vinde finalen mod Tjekkoslovakiet med 2-1 efter forlænget spilletid. Schiavio scorede fire mål i turneringen: Tre mod USA og sejrsmålet i den forlængede spilletid i finalen. Denne kamp blev hans sidste på landsholdet.
Efter sin aktive karriere var Schiavio i perioder træner for Bologna. Han var også i en periode i 1950'erne en del af udtagelseskomiteen til det italienske landshold.